# Leiden
Leiden ([ˈlɛi̯.də(n)]ⓘ) es una ciudad situada en la provincia de Holanda Meridional (en neerlandés, Zuid-Holland), en los Países Bajos. Tiene una población estimada, en 2023, de 127 089 habitantes.
Ha sido una típica ciudad estudiantil durante siglos. Tiene la universidad más antigua de los Países Bajos (fundada en 1575). En 2023, la universidad aparece en el top 100 de las principales rankings de universidades del mundo, incluyendo el puesto 77 en el ranking Times Higher Education (THE). Cuenta con 33 648 estudiantes.
Es una ciudad con un rico patrimonio cultural, no solo en la ciencia, sino también en las artes. Uno de los pintores más famosos del mundo, Rembrandt, nació y se educó en Leiden.

## Símbolos

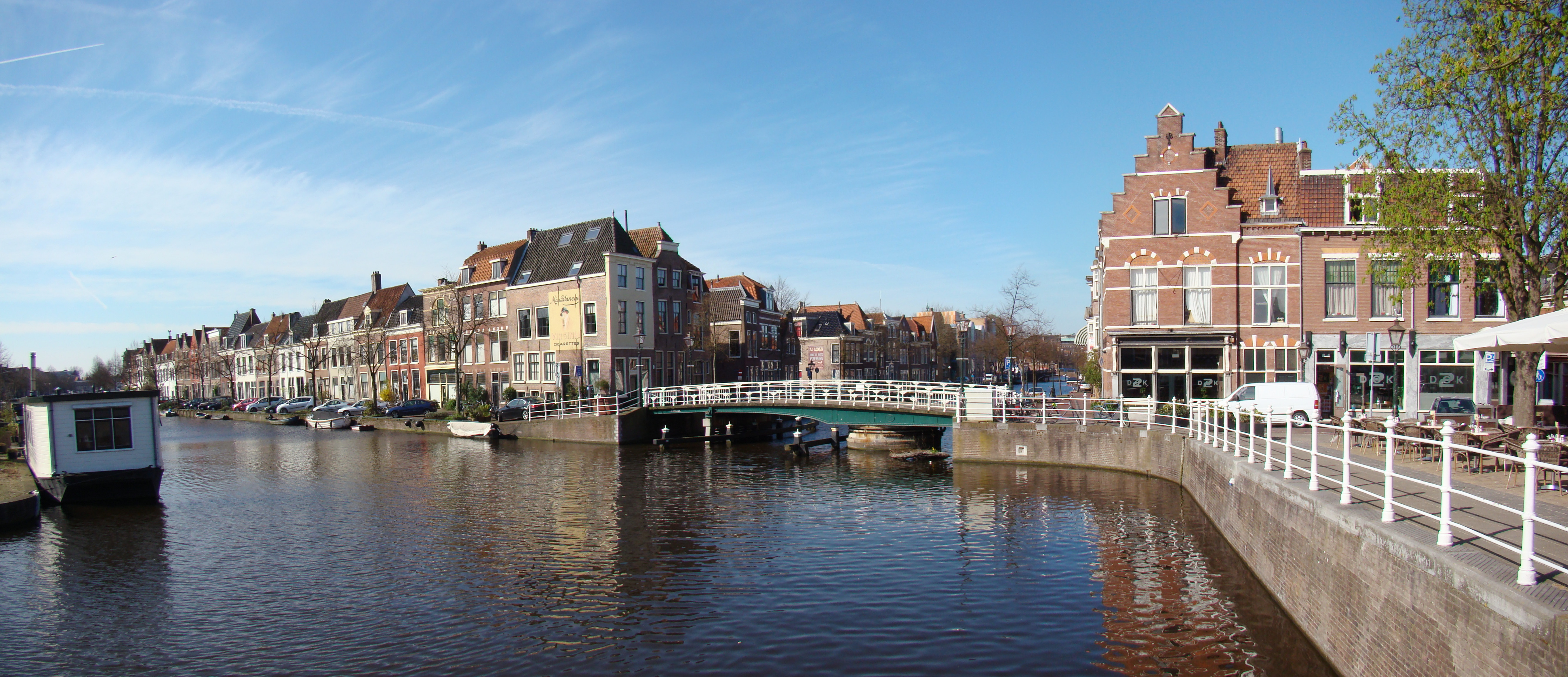
Leiden

Leiden es llamada la «Ciudad-llave» (en neerlandés: Sleutelstad). El origen de este símbolo se remonta a 1293, fecha para la que hay documentos con un sello donde aparece el apóstol Pedro (santo patrón de la ciudad), guardián de las puertas del cielo, llevando una llave.
La llave ha formado parte del escudo de Leiden desde el siglo XIII. Más tarde, se transformó en las dos llaves cruzadas que aún se encuentran en el escudo de armas. Además de las llaves, en el escudo de armas aparece un león combatiente rojo sobre una muralla con el texto (en latín) Haec libertatis ergo (‘Esto por la libertad’). Este escudo de armas se remonta a la resistencia de los Países Bajos contra España en el siglo XVI. La garra izquierda del león descansa sobre un escudo plateado con dos llaves rojas cruzadas, y la derecha sostiene una espada plateada con mango dorado.
Las llaves también aparecen en el diseño de la bandera de la ciudad, que fue aprobada en 1949 por el Ayuntamiento. La bandera es de proporciones 3 × 2, con tres bandas horizontales de igual anchura de colores rojo, blanco y rojo. Hacia el lado del asta, hay un círculo rojo con las dos llaves cruzadas, también en rojo.

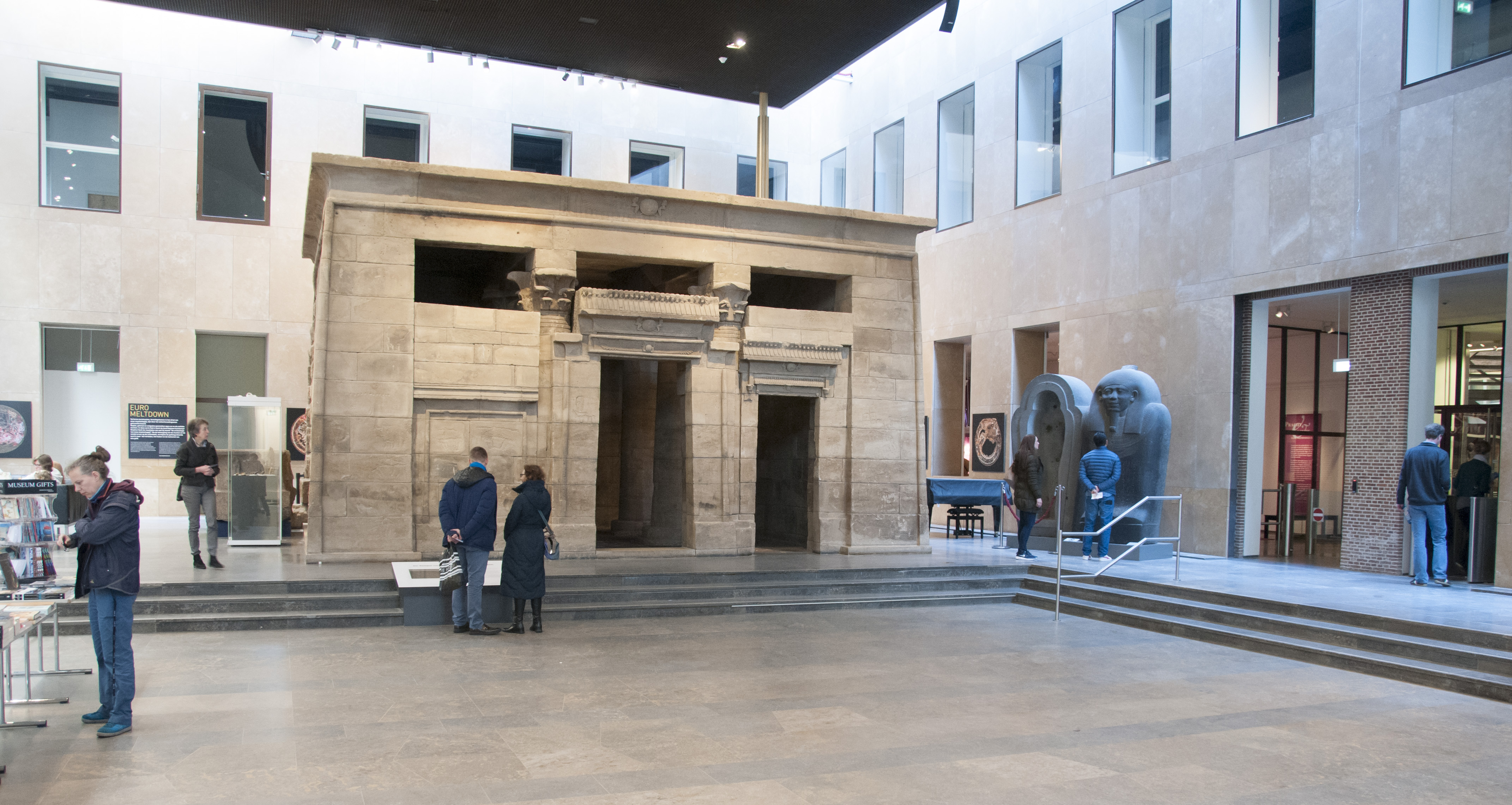
Interior del Museo de Antigüedades de Leiden

## Historia

### Precedentes
Leiden fue en el pasado erróneamente asociada con la fortaleza romana Lugdunum Batavorum. Sin embargo, hoy se sabe que esa fortaleza estaba en realidad más cercana a la actual Katwijk.

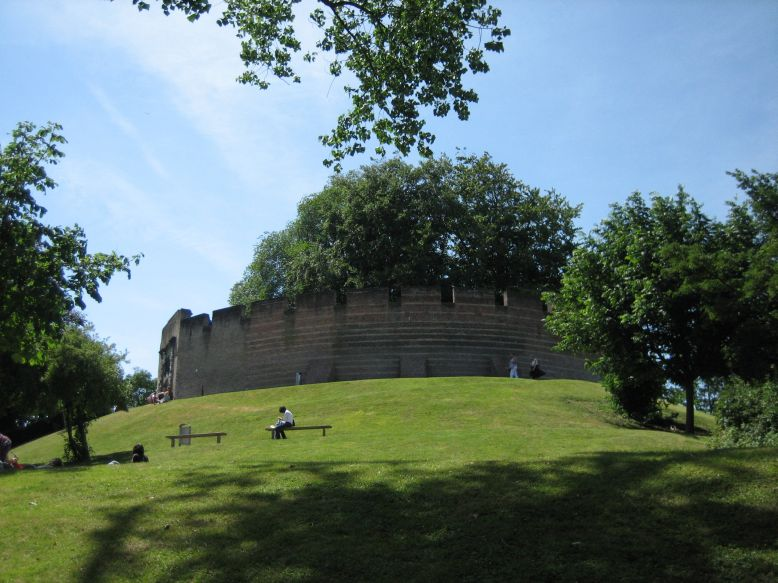
De Burcht.

La ciudad se formó al pie de una colina artificial, en la confluencia de los llamados Viejo y Nuevo Rin (Oude Rijn y Nieuwe Rijn). En la mención más antigua, hacia el año 860, el entonces pueblo era llamado Leithon. El castillo situado en esa colina albergó inicialmente a un señor feudal, el obispo de Utrecht, pero hacia el año 1100 el castillo cayó en manos del conde de Holanda.
Hasta 1420 la ciudad fue gobernada por vizcondes representantes de los condes de Holanda. El asentamiento recibió en 1266 confirmación de los derechos municipales concedidos anteriormente, y se desarrolló con su floreciente industria textil hasta ser una de las ciudades más grandes de Holanda. En 1389, cuando la población alcanzaba unos 4000 habitantes, la ciudad tuvo que ser ampliada con el distrito entre Rapenburg (anteriormente el límite sur de la ciudad) y Witte Singel.

### SiglosXVyXVI
En 1420, en el marco de una guerra civil (en neerlandés, Hoekse en Kabeljauwse twisten), Leiden fue conquistada por el duque Jan van Beieren, que marchó con su ejército desde Gouda. El ejército estaba bien equipado y tenía cañones. Filips van Wassenaar, vizconde de Leiden, y los otros nobles locales (del bando «Hoekse»), asumieron que el duque sitiaría primero Leiden y enviaría pequeñas unidades para conquistar las ciudadelas circundantes. Pero Jan van Beieren eligió atacar con su ejército primero a las ciudadelas. Disparando sobre las murallas y puertas de la ciudad, las tropas pudieron debilitar las ciudadelas una a una. En el transcurso de una semana, Jan van Beieren conquistó los castillos de Poelgeest, Ter Does, Hoichmade, De Zijl, Ter Waerd, Warmond y De Paddenpoel. El 24 de junio el ejército apareció ante las murallas de Leiden. El 17 de agosto de 1420, tras un asedio de dos meses, la ciudad se entregó a Jan van Beieren. El vizconde de la ciudadela, Filips van Wassenaar, fue despojado de sus cargos y derechos y pasó sus últimos años en cautividad.
A finales del siglo XV, los establecimientos textiles de Leiden eran muy importantes.
La iglesia más grande de Leiden, la Pieterskerk (iglesia de San Pedro) tenía inicialmente una de las torres más grandes de los Países Bajos, con más de 100 metros de altura. Debido a una tormenta, la torre se vino abajo el 1 de marzo de 1512 y jamás se reconstruyó. Esta iglesia, la primera de Leiden, está ligada con el origen del símbolo de la ciudad: las dos llaves cruzadas. Ya en 1121 se construyó en ese lugar una capilla dedicada a los apóstoles Pedro y Pablo (véase la sección «Iglesias»).
La ciudad jugó un papel importante en la guerra de los Ochenta Años. En 1572 eligió ponerse de parte de la rebelión antiespañola. El gobernador de los Países Bajos, Luis de Requesens, la sitió en 1574. El asedio de Leiden duró desde mayo hasta el 3 de octubre de 1574, cuando la ciudad se liberó gracias a la destrucción de los diques, posibilitando el acceso de botes con provisiones para los habitantes de la ciudad y obligando a las tropas de Francisco de Valdés, encargado del asedio, a retirarse. Tras la resistencia puesta al asedio, en 1575 se le concedió la Universidad. La Universidad de Leiden es la más antigua de las Provincias Unidas. Con ello el estatúder Guillermo de Orange mostró su agradecimiento y reconocimiento a los pobladores de Leiden, que habían resistido el asedio por parte de los españoles en nombre del rey Felipe II. La tradición cuenta que a los habitantes de Leiden se les ofreció la posibilidad de elegir entre la universidad y una exención de impuestos. La liberación de Leiden aún se celebra a lo grande, cada 3 de octubre (véase la sección «Eventos»).
Desde entonces la Universidad, los estudiantes y las casas de estudiantes son un factor dominante en la imagen de la ciudad.

### SiglosXVIIyXVIII

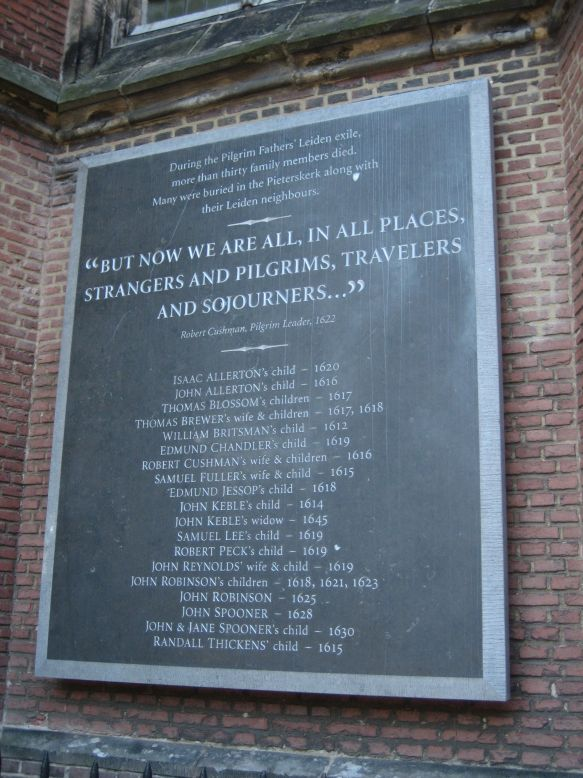
Placa en memoria de los Padres Peregrinos.

En el siglo XVII se produjo un gran florecimiento de la ciudad, gracias al impulso que refugiados de Flandes dieron a la industria textil. Antes del asedio de 1574, la ciudad había contado con unos 15 000 habitantes, de los que aproximadamente una tercera parte perdieron la vida durante el asedio; en 1622 Leiden creció hasta 45 000 habitantes, mientras que hacia 1670 se alcanzó incluso un número cercano a los 70 000. En el Siglo de Oro neerlandés, Leiden era, tras Ámsterdam, la ciudad más grande de Holanda. El crecimiento de población hizo necesaria la construcción de canales y «canales circulares» (que rodeaban las ciudades, llamados «Singel» en neerlandés). El actual centro de la ciudad de Leiden, reconocible por el diseño del «Singel», se completó en 1659.
Leiden también es conocido como uno de los lugares donde algunos de los peregrinos (Pilgrims) y algunos de los primeros colonos de Nueva Ámsterdam, vivieron un tiempo a principios del siglo XVII, antes de su partida hacia el Nuevo Mundo.
En el siglo XVIII decayó la industria textil. Debido a medidas proteccionistas en Francia empeoró la posición de competencia. Además, los salarios tenían que ser relativamente altos, porque el coste de la vida en la región de Holanda era alto debido a la gran presión fiscal. Los empresarios textiles de Leiden trasladaron parte del proceso de producción a «tierras de bajo salario»: Twente y los alrededores de Tilburg.
El resultado fue un constante descenso del número de habitantes de Leiden, que a finales del siglo XVIII había bajado a 30 000 y hacia 1815 llegaría a un mínimo de 27 000.

### SiglosXIXyXX

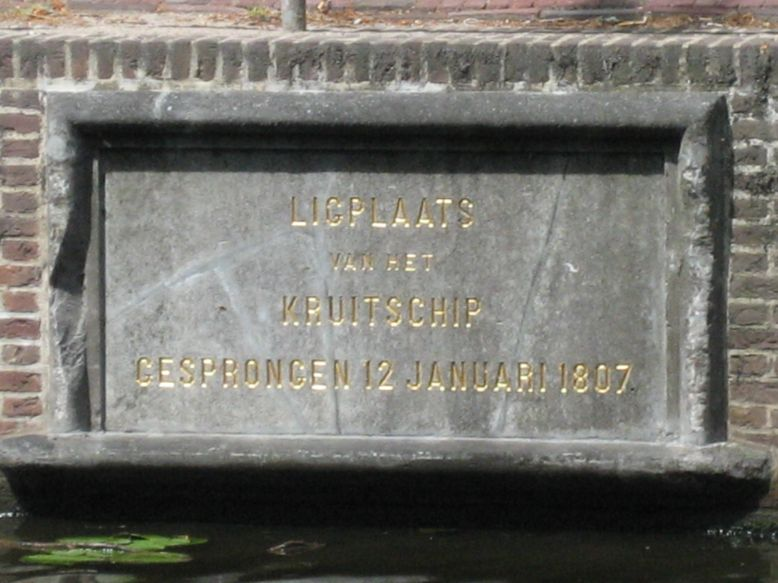
Placa que indica dónde estaba el barco de pólvora que explotó.

El 12 de enero de 1807 la ciudad fue víctima de una catástrofe cuando explotó un barco que cargaba pólvora, amarrado ilegalmente en el lado Este del canal Rapenburg. La explosión destruyó cientos de casas, incluyendo la de la familia de impresores Elsevier. Aproximadamente 150 ciudadanos perdieron la vida. El rey Luis Napoleón Bonaparte visitó personalmente la ciudad para coordinar la ayuda para las víctimas. En el lugar de la «ruina» originada por la explosión se construyeron el Van der Werfpark (Parque Van der Werff, véase la sección «Ríos, canales y parques») y el Kamerlingh Onnes Laboratorium (Laboratorio Kamerlingh Onnes).
A principios del siglo XIX se abandonó la manufactura de bayeta, aunque la industria siguió siendo la base de la economía de Leiden.
En 1842 se puso en uso la línea de ferrocarril hacia Haarlem, muy importante para Leiden. En 1843 se realizó la conexión con La Haya.
Durante el siglo XIX se produjeron algunas mejoras en la desolada situación socioeconómica, gracias también a la línea del ferrocarril, pero alrededor de 1900 el número de habitantes aún no había ascendido muy por encima de los 50 000. La recesión económica se plasmó claramente en la caída de la población: se estima que alcanzó 100 000 habitantes en 1640, se hundió a 30 000 entre 1796 y 1811, y en 1904 era de 56 044 habitantes.
No fue hasta 1896 cuando Leiden empezó a extenderse fuera de los canales circulares («singels» en neerlandés) del siglo XVII. Después de 1920 se establecieron nuevas industrias en la ciudad, como la conservera (parte Este del centro de la ciudad) y la del metal (Hollandse Constructie Groep, Grupo de Construcción Neerlandesa).
En 1866 la ciudad fue afectada por la última gran epidemia (el cólera), que en 1868 llevó al inicio de la construcción del nuevo Hospital Académico (Academisch Ziekenhuis, donde ahora se sitúa el Museo Nacional de Etnología, Rijksmuseum voor Volkenkunde).
En 1883, todos los Países Bajos se asustaron por las noticias del arresto de Goeie Mie (‘La buena Mie’, también conocida como «La Mezcladora de Veneno de Leiden», en neerlandés: Leidse Gifmengster), que en el transcurso de varios años hizo al menos 27 víctimas.
Para gran pena de muchos, el ayuntamiento se incendió en el crudo invierno de 1929. Del inmueble sólo se mantuvo en pie la fachada que da a la Breestraat. Muy poco antes del incendio, algunas pinturas valiosas habían sido trasladadas a otro lugar para restauración.
Durante la Segunda Guerra Mundial, Leiden fue duramente alcanzada por los bombardeos aliados. Los alrededores de la estación y el Marewijk (actualmente los alrededores de las calles Schuttersveld y Schipholweg) fueron devastados casi por completo.
El hecho más importante parte de la historia de los Países Bajos al que Leiden contribuyó, fue la Constitución de los Países Bajos. Johan Rudolf Thorbecke (1798-1872) escribió la Constitución de los Países Bajos en abril de 1848 en su casa de la calle Garenmarkt, 9 en Leiden.

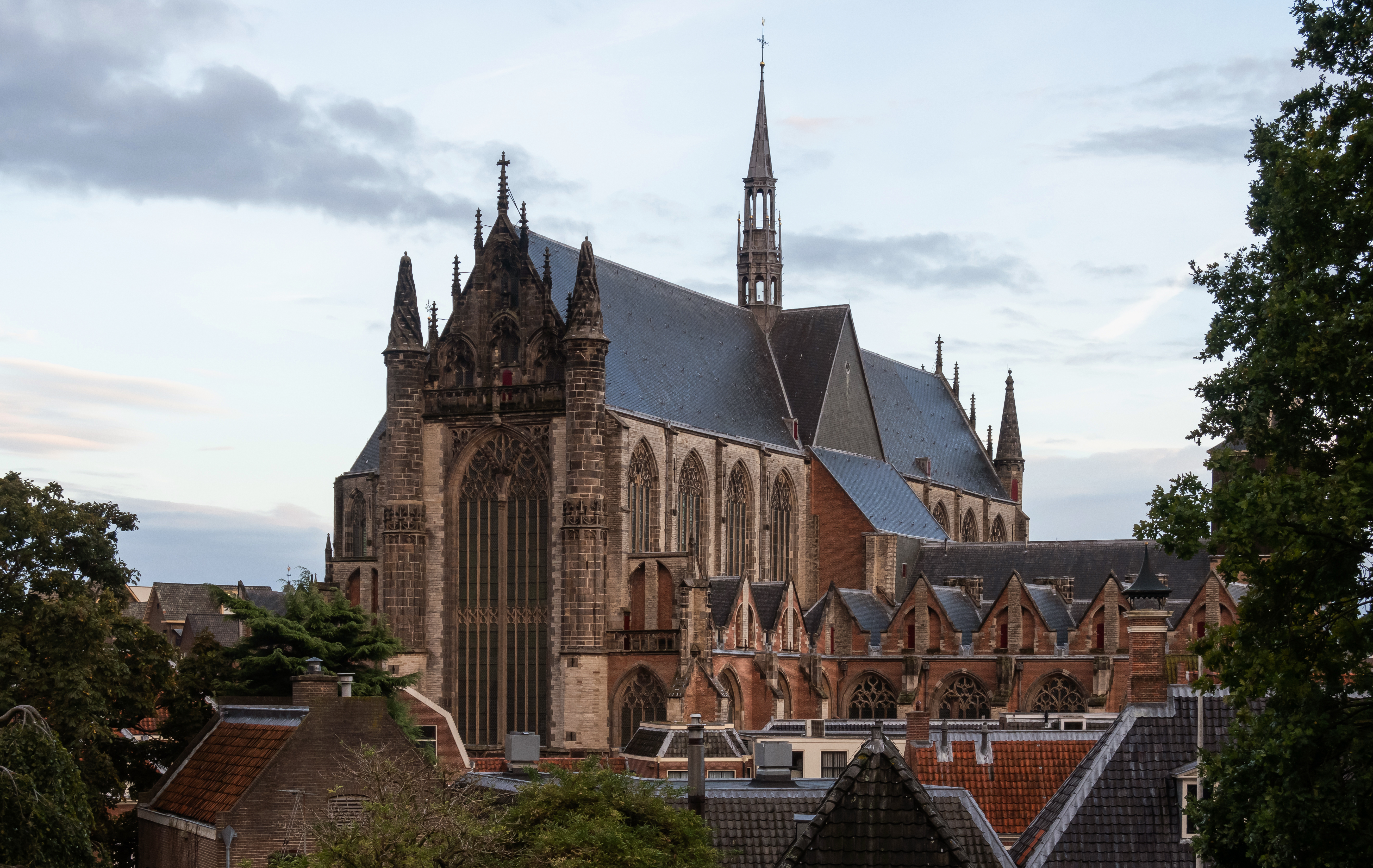
La Hooglandse kerk desde el Burcht (castillo)

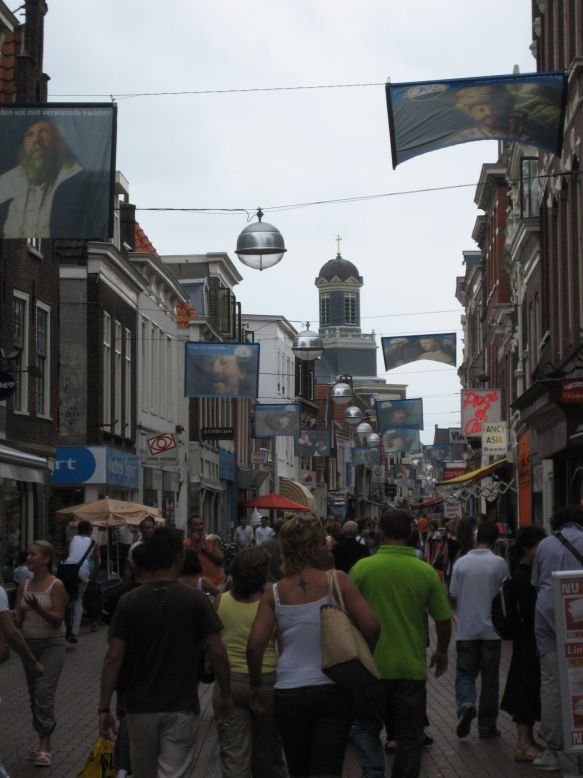
Haarlemmerstraat.

### SigloXXI
Leiden tiene importantes funciones como centro de comercio y de compras para las comunidades alrededor de la ciudad. Tiene la calle comercial más larga de los Países Bajos, y probablemente de Europa, la Haarlemmerstraat, con casi un kilómetro de largo.

## Lugares de interés

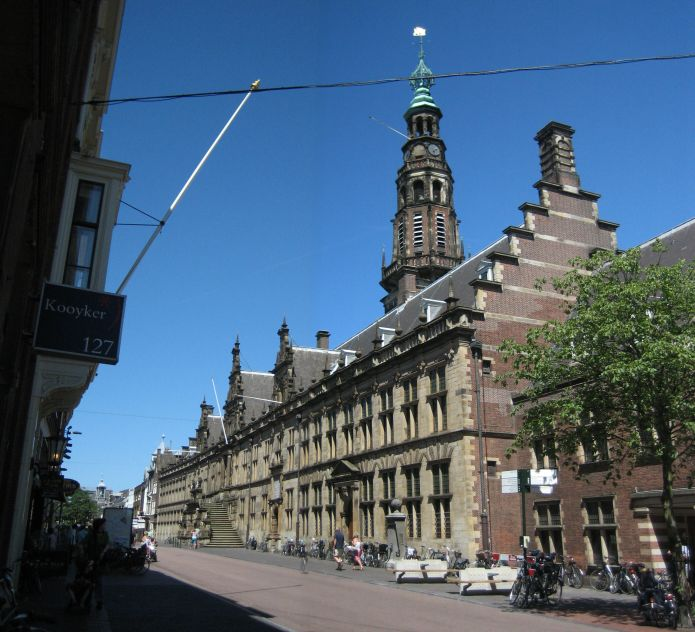
Ayuntamiento de Leiden, desde la Breestraat.

Debido a la recesión económica, desde finales del siglo XVII hasta principios del XX, gran parte del centro de la ciudad de los siglos XVI y XVII sigue aún intacto.

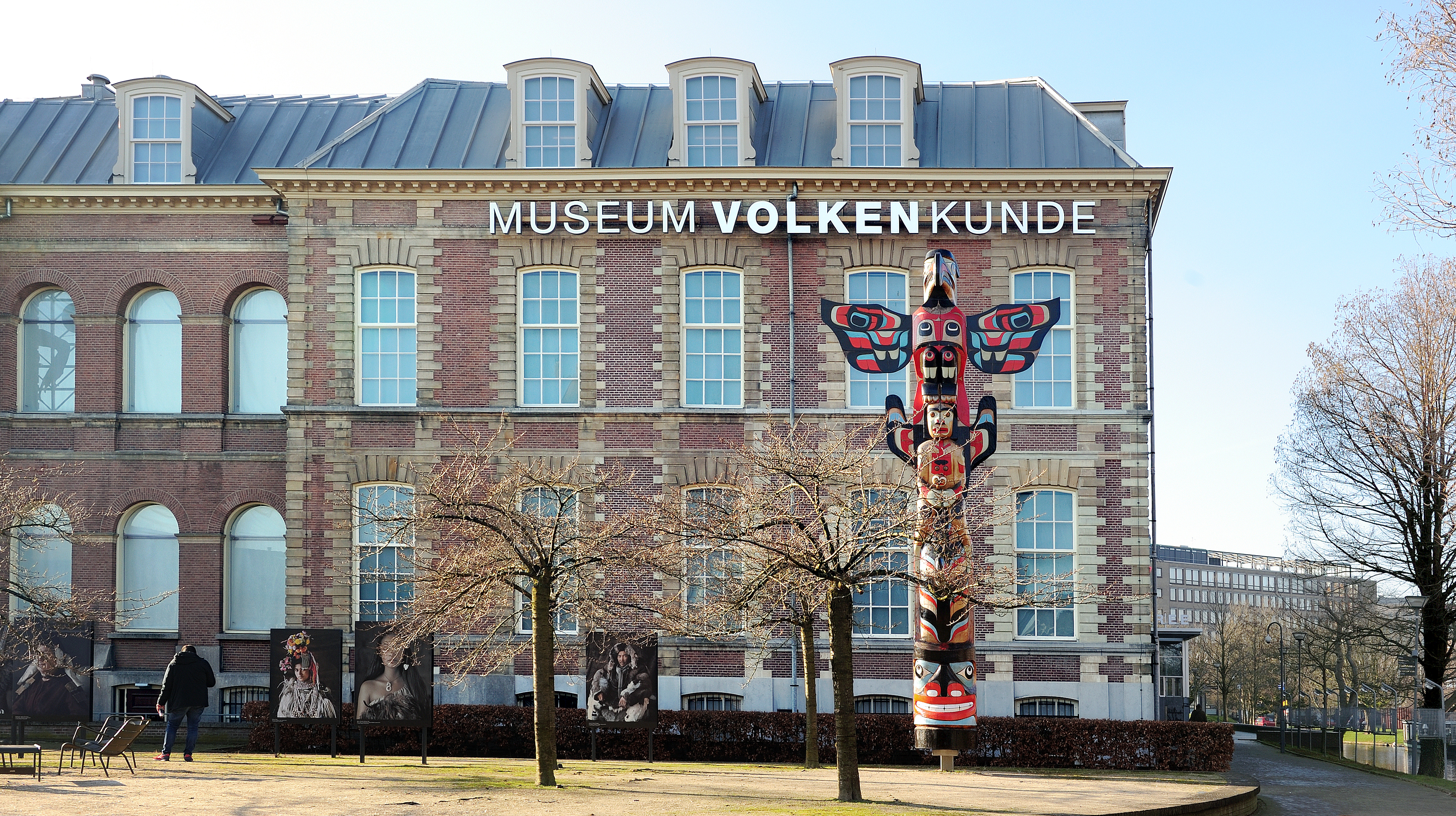
Museo Nacional de Etnología

Algunos lugares de interés importantes son:
- El Ayuntamiento (Stadhuis), con la fachada renacentista más larga de los Países Bajos. Es un edificio del siglo XVI, que fue gravemente dañado por un incendio en 1929.
- La Casa de Pesos y Medidas, de Waag (‘la balanza’), antiguo edificio donde se pesaban las mercancías, construido por Pieter Post.
- El canal Rapenburg con el Edificio de la Academia (Academiegebouw), el edificio más antiguo y el corazón de la Universidad de Leiden.

- El Viejo Observatorio.

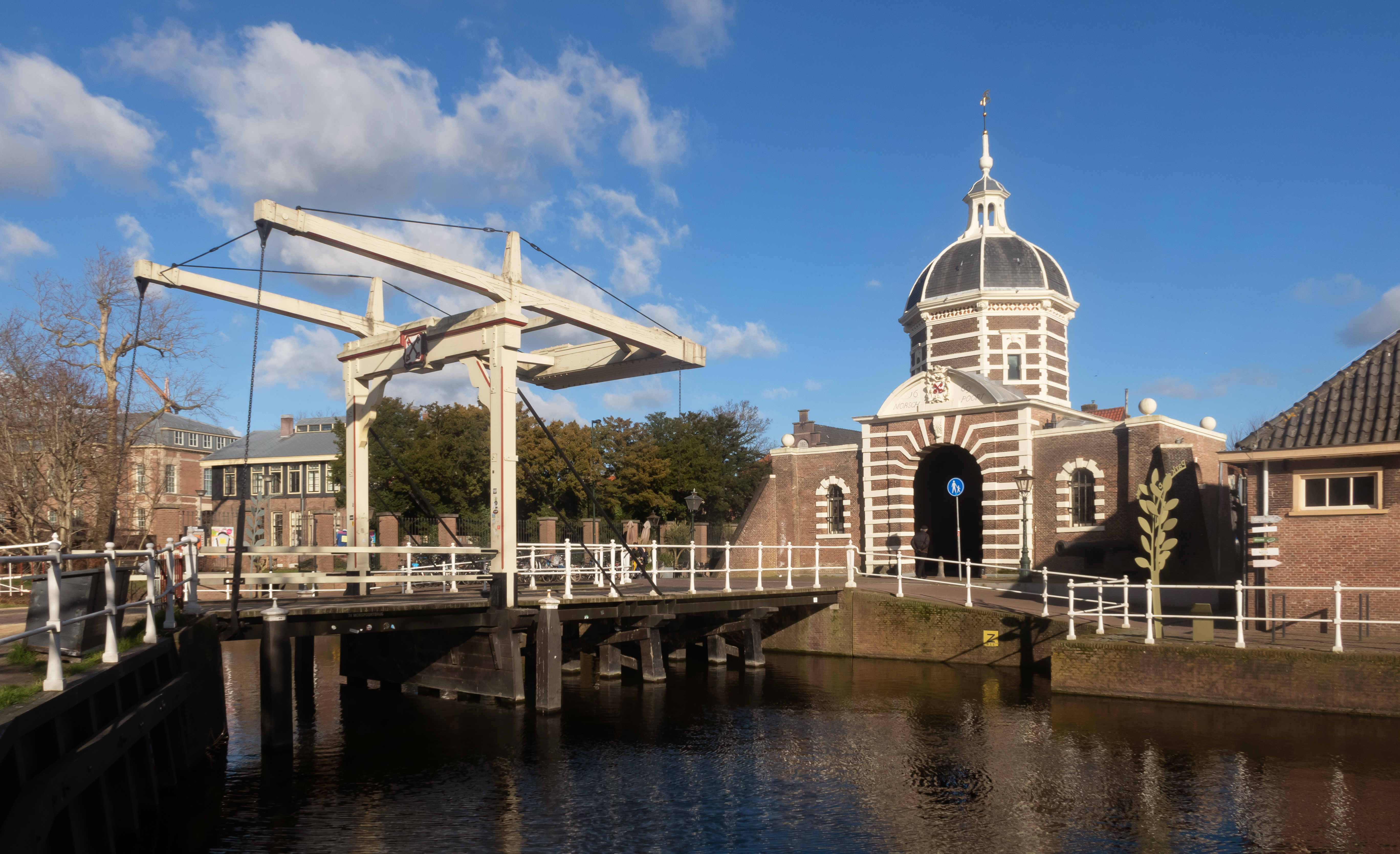
Leiden, la puerta: la Morspoort

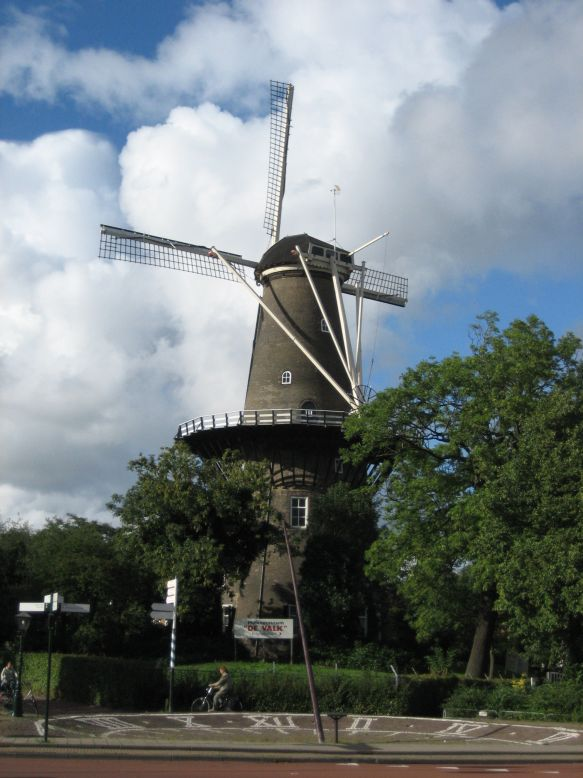
Molino De Valk (‘El Halcón’).

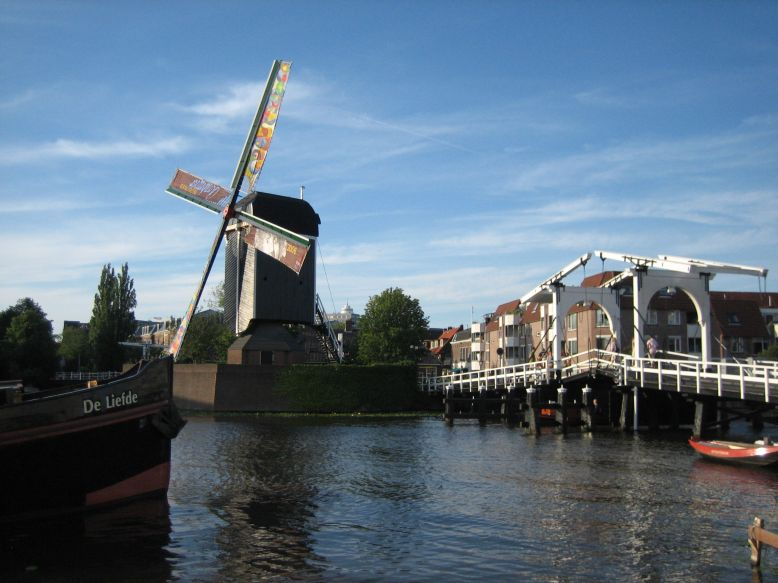
Molino De Put (‘El Pozo’).

- Nueve molinos. Entre ellos el Molen de Valk (1743), molino de grano que funciona como museo, y el Molen de Put; ambos están en el centro de Leiden, cerca de la estación central.
- La Escuela Latina (Latijnse School, 1599), el viejo liceo donde Rembrandt estudió antes de inscribirse en la universidad. Las clases y exámenes eran en latín. Fue construido por Lieven de Key.
- El taller municipal de carpintería (Stadstimmerwerf, 1612), con un patio y embarcadero. Construido por Lieven de Key.
- 35 patios interiores ajardinados.
- La Gemeenlandshuis van het Hoogheemraadschap van Rijnland (‘Casa Común de la Autoridad de las Aguas de Renania’) (1596, restaurado en 1878), con una bonita fachada renacentista. Responsable de los trabajos hidráulicos de la región neerlandesa de Renania (entre La Haya, Utrecht, Ámsterdam y la costa) desde el siglo XIII.
- El antiguo Juzgado (Gerecht).
- La Pesthuis (‘la casa de la peste’), edificio del siglo XVII construido fuera de la ciudad para curar a los pacientes que sufrieron la plaga de peste bubónica. Sin embargo no fue nunca utilizado para ello, pues tras ser construido, la temida enfermedad ya no apareció más en los Países Bajos. Fue hospital, cuartel, manicomio, prisión y museo. Actualmente (2006) forma parte del Museo Nacional de Historia Natural Naturalis (Nationaal Natuurhistorisch Museum Naturalis).

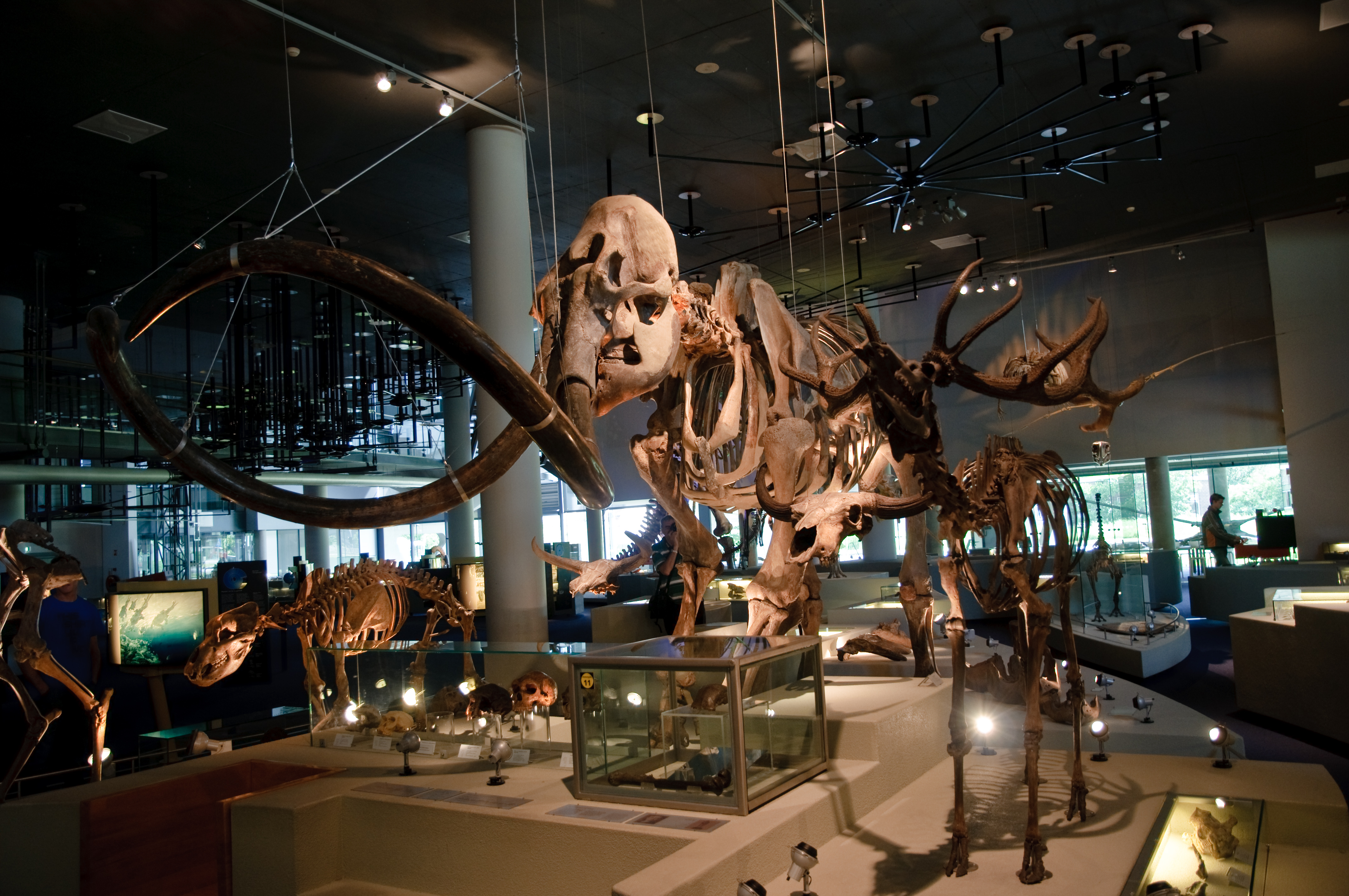
Interior del Centro de Biodiversidad Naturalis

### Fortificaciones

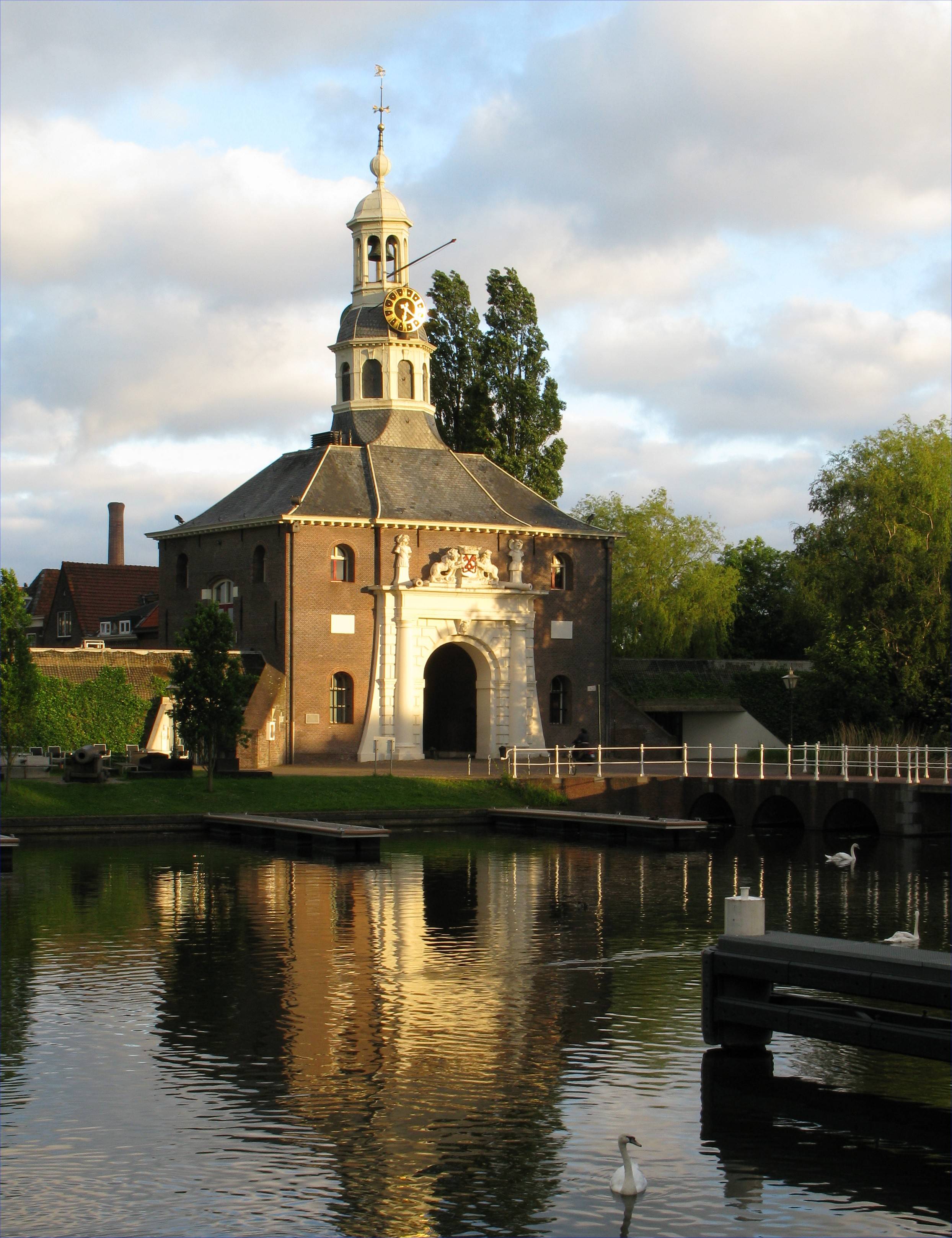
Puerta Zijlpoort.

- El Burcht (el castillo). En el importante y estratégico punto de unión de los dos brazos del «Viejo Rin» (Oude Rijn), se levanta el viejo castillo De Burcht, una muralla circular construida sobre un montículo de tierra. El montículo fue probablemente un refugio contra la subida de aguas antes de que una pequeña fortaleza fuese construida en el siglo XI en su parte superior.
- Dos puertas de la ciudad. De las viejas puertas de entrada a la ciudad de Leiden, sólo quedan dos, la Zijlpoort y la Morschpoort. Ambas datan de finales del siglo XVII.
- El Gravensteen. Construido como fortaleza en el siglo XIII ha servido desde entonces como casa, biblioteca y prisión. En la actualidad es uno de los edificios de la Universidad.

Salvo una pequeña torre de vigilancia en el Singel, nada queda de las murallas de la ciudad.

### Iglesias
Después de que Leiden se liberase de los españoles en 1574, los calvinistas instauraron el servicio de culto en la ciudad. Las iglesias católicas se transformaron en las sobrias iglesias protestantes.
Las principales iglesias de las numerosas que hay de Leiden son:
- La Pieterskerk (Iglesia de San Pedro), la más antigua de Leiden (1315). Contiene monumentos a Scaliger, Boerhaave y otros famosos eruditos. En septiembre de 2001 empezaron las obras de restauración (basadas en investigaciones iniciadas en 1993 para identificar los daños y catalogar los trabajos necesarios), ya que un insecto llamado escarabajo del reloj de la muerte ha estado atacando la estructura del tejado, y también otras partes de la iglesia necesitan restauración. En el 2006 las obras están aún en curso, y se prevé trabajar en la parte superior de la iglesia hasta principios del 2007. (Véase también la referencia en la sección «Siglos XV y XVI»).
- La Hooglandse Kerk (‘Iglesia de las Tierras Altas’, anteriormente iglesia y también catedral de San Pancracio), la más grande que aún está en uso en la ciudad. Fue construida entre 1380 y 1535. Tiene la nave transversal gótica más grande del mundo, con sus 65,70 m. Contiene un monumento a Pieter Adriaanszoon van der Werff.
- La Marekerk, iglesia de 1649 importante históricamente por su estilo constructivo. Arent van 's Gravesande diseñó la iglesia en 1639 (otros ejemplos de su trabajo en Leiden son De Lakenhal, que alberga el museo municipal, y la Biblioteca Universitaria de Leiden - Bibliotheca Thysiana). La creciente ciudad necesitaba otra iglesia y la Marekerk fue la primera iglesia construida en Leiden (y en los Países Bajos) tras la Reforma, adaptada al culto protestante por primera vez en la historia de las iglesias de los Países Bajos. Es un ejemplo de clasicismo neerlandés. En el diseño de Van's Gravesande de esta construcción octogonal, el púlpito es la pieza central de la iglesia, con los bancos a su alrededor. El púlpito sigue el modelo del de la Nieuwe Kerk en Haarlem (diseñado por Jacob van Campen). El edificio se usó por primera vez en 1650, y aún está en uso (en 2006).[5]
- La Oud-Katholieke Parochie van de H.H. Fredericus en Odulfus, parroquia de la Iglesia Católica Antigua situada en la calle Zoeterwoudsesingel, 49.

### Ríos, canales y parques
Las dos ramas del Viejo Rin (Oude Rijn), que entran en Leiden por el este, se unen en el centro de la ciudad. Además, la ciudad está cruzada por numerosos canales. En el lado sur de la ciudad, el Hortus Botanicus y otros jardines como el Plantsoen se extienden a lo largo del viejo Singel, o canal circular exterior. El Van der Werffpark lleva el nombre del alcalde Pieter Adriaanszoon van der Werff, que defendió la ciudad de los españoles en 1574.

### Museos y cultura
Leiden alberga varios museos:

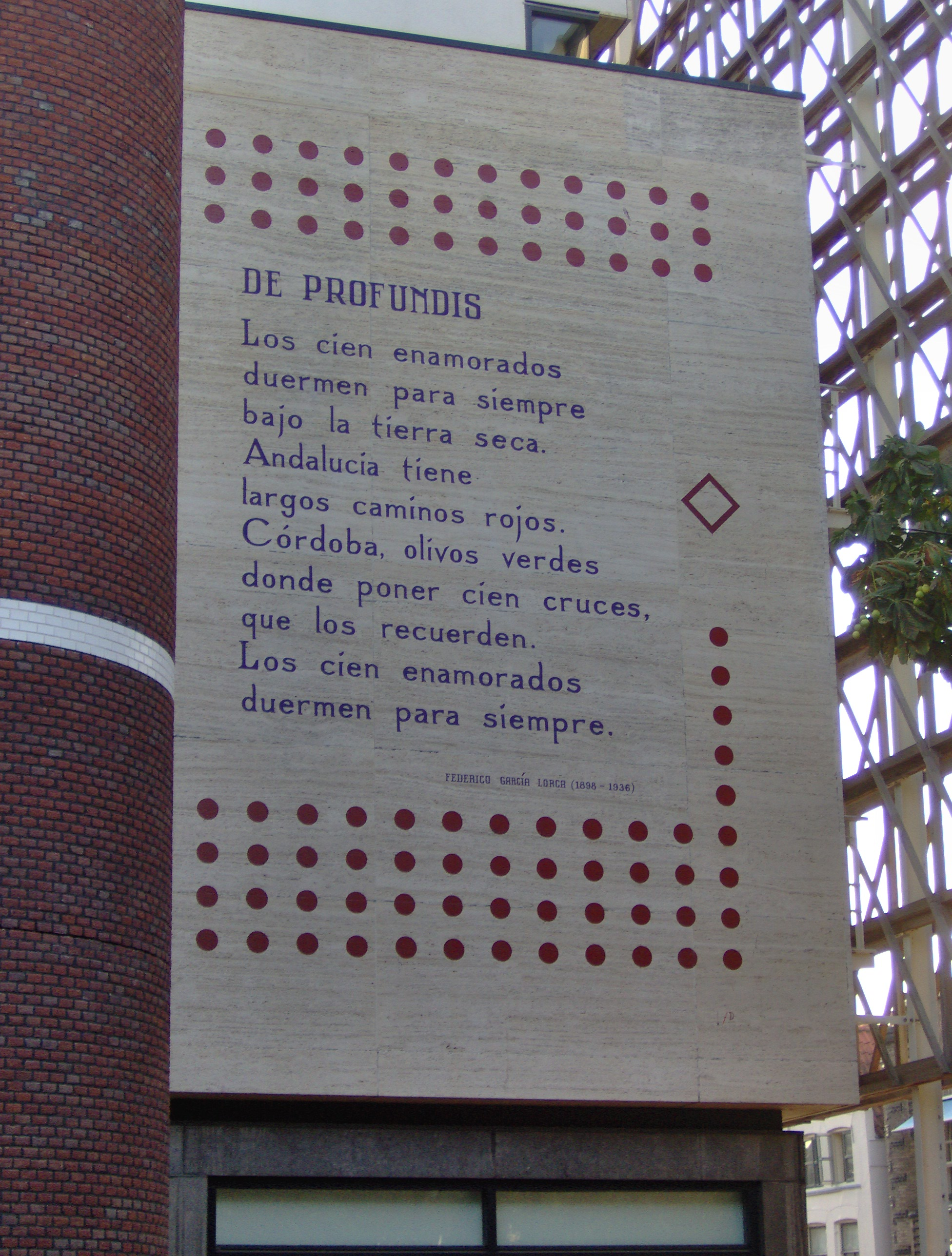
Poema De profundis de Federico García Lorca.

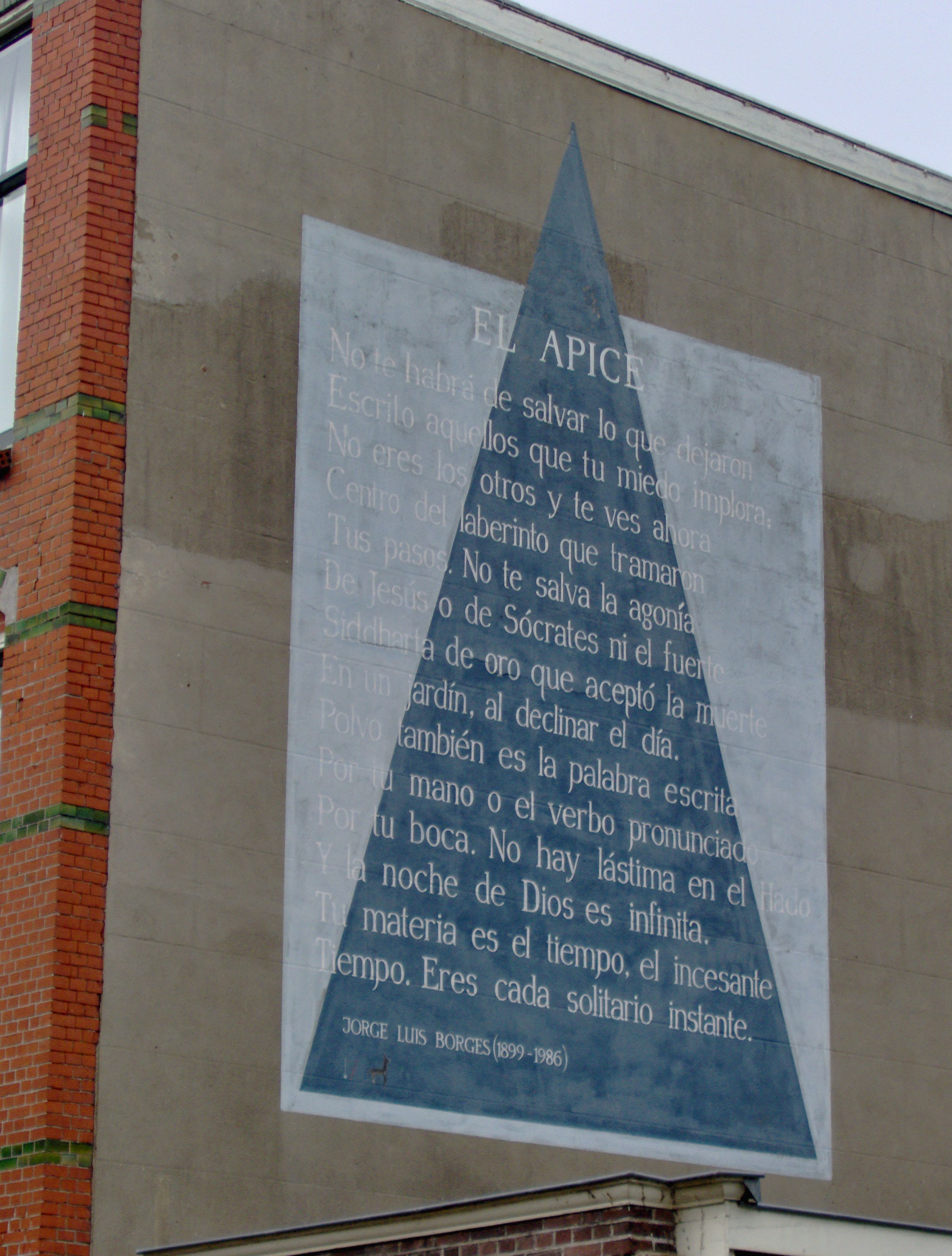
Poema El ápice de Jorge Luis Borges.

- El Museo Nacional de Antigüedades (Rijksmuseum van Oudheden).
- El Museo Nacional de Etnología (Rijksmuseum voor Volkenkunde).
- El Naturalis - Museo Nacional de Historia Natural: la tercera colección de Historia Natural más grande del mundo (2006), tras el Smithsonian en Washington y el Museo de Historia Natural en Londres.
- El Museo Boerhaave, de historia del conocimiento e historia de los instrumentos científicos.
- El Museo Municipal «De Lakenhal» (Stedelijk Museum De Lakenhal), de Artes Plásticas e Historia.
- El Jardín Botánico de Leiden (Hortus Botanicus Leiden), el más antiguo de los Países Bajos (1590).

Leiden cuenta principalmente con tres teatros (2006):
- El Teatro de Leiden (Leidse Schouwburg) en el Oude Vest, el teatro más antiguo de los Países Bajos, inaugurado en 1705.
- El Auditorio de la Ciudad (Stadsgehoorzaal) en la Breestraael.
- El Teatro LAK (LAK-theater), que forma parte de la Universidad de Leiden.

Hay básicamente tres cines (2006):
- El Trianon en la Breestraat, que junto con el Tuschinski Theater de Ámsterdam, son los únicos cines anteriores a la guerra que aún quedan en los Países Bajos.
- El Lido y Studio Theather en la Steenstraat.
- El Kijkhuis en la Vrouwenkerksteeg.

Enlaces:
- Stedelijk Museum de Lakenhal Museo Municipal.
- Rijksmuseum van Oudheden Museo Nacional de Antigüedades.
- Naturalis Museo Nacional de Historia Natural.
- Rijksmuseum Volkenkunde Museo Nacional de Etnología.
- Museum Boerhaave Museo Nacional de Historia de la Ciencia y de la Medicina.
- Molen de Valk (site in Dutch) Museo Windmill.
- Hortus Botanicus Hortus Botanicus Leiden.
- Leiden American Pilgrim Museum Museo dedicado a los peregrinos fundadores.
- Penningkabinet Museo nacional de monedas y medallas.
- Universiteitsbibliotheek Leiden Leiden University Library.
- Siebold House.

## Deportes
| Equipo                   | Deporte    | Competición    | Estadio     | Creación |
| ------------------------ | ---------- | -------------- | ----------- | -------- |
| Zorg en Zekerheid Leiden | Baloncesto | FEB Eredivisie | Vijf Meihal | 1958     |

## Educación
|                                                                      | Universidad           | Fundación | Acrónimo | Tipo                |
| -------------------------------------------------------------------- | --------------------- | --------- | -------- | ------------------- |
| Edificio de la Academia (Universidad de Leiden), desde el Rapenburg. | Universidad de Leiden | 1575      | UL       | Universidad pública |

La Universidad de Leiden es conocida por sus múltiples avances, incluyendo su famosa Botella de Leyden, un condensador hecho a partir de una botella de vidrio, inventado en Leiden por Pieter van Musschenbroek en 1746 (en realidad fue inventado primero por Ewald Georg von Kleist en Alemania el año anterior, pero el nombre «Botella de Leyden» permaneció). Otro avance fue en criogenia: Heike Kamerlingh Onnes (ganador del Premio Nobel de Física en 1913) licuó helio por primera vez (1908) y posteriormente consiguió alcanzar una temperatura de menos de un kelvin (0,9 K) por encima del cero absoluto. Albert Einstein también pasó cierto tiempo en la Universidad de Leiden durante los primeros años y en la mitad de su carrera; cuando aún no era conocido, envió una solicitud para trabajar en el Laboratorio Kamerlingh Onnes, donde realizó investigaciones. También Madame Curie hizo investigaciones en dicho laboratorio.
El centro de la ciudad contiene muchos edificios usados por la Universidad de Leiden. El Edificio de la Academia (Academiegebouw), situado en el Rapenburg, se encuentra en un previo convento del siglo XVI. Entre las instituciones relacionadas con la universidad están: la Institución Nacional de los Idiomas, Etnología y Geografía de las Indias Orientales Neerlandesas; el jardín botánico (Hortus Botanicus Leiden); el Observatorio de Leiden (1860); el Museo de Antigüedades (Rijksmuseum van Oudheden); y el Museo Etnológico (Rijksmuseum voor Volkenkunde), cuyo núcleo fue la colección japonesa de P. F. von Siebold. Una de las bibliotecas universitarias de Leiden, la Bibliotheca Thysiana, ocupa un viejo edificio renacentista de 1655. Es especialmente rica en trabajos legales y crónicas vernáculas. Son también dignas de mención las múltiples colecciones especiales en la Biblioteca Universitaria de Leiden, entre las que figuran las de la «Sociedad de Literatura Neerlandesa» (1766) y la colección de escayolas y grabados. En los últimos años, la Universidad ha construido el Bio Science Park en los alrededores de la ciudad para acomodar los departamentos de Ciencias.
- Centro Médico Universitario de Leiden (LUMC - Leids Universitair Medisch Centrum).
- Webster University (universidad estadounidense reconocida en los Países Bajos).
- Volksuniversiteit K&O Leiden.
- Hogeschool Leiden.
- ROC Leiden (Regionaal Opleidings Centrum).
- Stedelijk Gymnasium.

## Personajes célebres
Varios viejos maestros tienen vínculos con Leiden. Rembrandt nació en Leiden, mientras que Jan Steen, Gerrit Dou, Quiringh Gerritsz. van Brekelenkam y Frans van Mieris el Viejo también trabajaron en la ciudad. Tres siglos después, en 1917, Theo van Doesburg fundó junto a Mondrian, J.J.P. Oud y otros, la revista De Stijl en Leiden, que tuvo gran influencia en el arte y la arquitectura del siglo XX.
También en el mundo de la ciencia y el conocimiento hay importantes nombres vinculados con Leiden. En los siglos XVI y XVII la Universidad de Leiden fue una de las más grandes y más destacadas de Europa. Los científicos más conocidos de aquel tiempo viajaron a Leiden, como Justus Lipsius, Joseph Justus Scaliger, Carolus Clusius, Constantijn Huygens y René Descartes. El «Profesor de Europa» Herman Boerhaave enseñó e investigó en la Universidad de Leiden. Albert Einstein desarrolló algunas importantes teorías en Leiden, Heike Kamerlingh Onnes, tuvo un laboratorio en Leiden donde hizo investigación que en 1913 le supusieron el Premio Nobel. También el físico Hendrik Lorentz estuvo vinculado a la Universidad de Leiden.
Muchos escritores estuvieron o aún están activos en Leiden. Una pequeña selección: Willem Bilderdijk, Jacob van Lennep, Nicolaas Beets (pseudónimo Hildebrand), François Haverschmidt (pseudónimo Piet Paaltjens), Albert Verweij, J.C. Bloem, Boudewijn Büch, Jan Wolkers, Maarten Biesheuvel, Maarten't Hart, Frits van Oostrom, Willem Otterspeer, Ilja Leonard Pfeiffer y Abdelkader Benali.
En el mundo de la música el DJ Armin van Buuren es un reconocido DJ y productor de música trance.

### Personalidades ilustres de Leiden
- Guillermo II de Holanda (1228-1256), conde de Holanda y rey de Alemania (Sacro Imperio Romano Germánico).
- Floris V (24 de junio de 1256), conde de Holanda.
- Cornelius Engelbrechtszoon (1468-1533), pintor.
- Lucas van Leyden (1494-1533), grabador y pintor.
- Jan van Leiden (1509?-1536), líder del levantamiento anabaptista de Münster.
- Pieter Adriaanszoon van der Werff (1529-1604), alcalde de Leiden.
- Jacob Duyn (1547), dramaturgo.
- Willebrord Snel van Royen (Snellius), (1580-1626), físico, astrónomo y matemático.
- Jan van Goyen (1596-1656), pintor.
- Rembrandt van Rijn (15 de julio de 1606-1669), pintor.
- Jan Lievens (1607), pintor.
- Gerrit Dou (7 de abril de 1613-1675), pintor.
- Pieter de la Court (1618), científico.
- Jan Steen (1626 o 1625-1679), pintor.
- Gabriël Metsu (1629-1667), pintor.
- Frans van Mieris (16 de abril de 1635), pintor.
- Jacob Toorenvliet (1640), pintor.
- Herman Boerhaave (1668-1738), humanista y físico (nacido en Voorhout).
- Johann Bachstrom (1688-1742), escritor, científico y teólogo luterano.
- Gerard Meerman (1722-1771), escritor
- Johan Luzac (1746), científico y escritor.
- Nicolaas Anslijn (12 de mayo de 1777), escritor.
- Klikspaan (8 de enero de 1814), escritor.
- Johannes Diderik van der Waals (23 de noviembre de 1837-1923), físico.
- Piet Aalberse (27 de marzo de 1871), político.
- Marinus van der Lubbe (13 de enero de 1909-1934), presunto perpetrador del incendio del Reichstag en Berlín.
- Willem Johan Kolff (14 de febrero de 1911), médico, inventor y miembro de la resistencia.
- Frans Poptie (3 de marzo de 1918), violinista de jazz.
- Zangeres zonder Naam (5 de agosto de 1919), cantante popular.
- Alfred Kossmann (31 de enero de 1922), escritor.
- F.B. Hotz (1 de febrero de 1922), escritor.
- Wim Slijkhuis (13 de enero de 1923), atleta.
- Chris van der Klaauw (13 de agosto de 1924), diplomático y ministro.
- Cornelis Zitman (9 de noviembre de 1926), escultor y dibujante.
- Joop van der Reijden (7 de enero de 1927), político.
- Els Amman (4 de septiembre de 1931), artista.
- Gerben Karstens (14 de enero de 1942), ciclista.
- Louis Ferron (4 de febrero de 1942), poeta y novelista.
- Emile Fallaux (16 de agosto de 1944), periodista y realizador.
- Henk van Woerden (6 de diciembre de 1947), escritor.
- Jan Brokken (10 de junio de 1949), escritor.
- Bartho Braat (17 de agosto de 1950), actor.
- Wim Rijsbergen (18 de enero de 1952), futbolista profesional e internacional.
- Erik-Jan Zürcher (1953), lingüista.
- Carolijn Visser (5 de septiembre de 1956), escritora.
- Eric Schreurs (1958), dibujante de cómics.
- Peter Meel (18 de agosto de 1959), historiador y especialista en Surinam.
- Carina Benninga (18 de agosto de 1962), jugadora internacional y entrenadora de hockey.
- Taco van den Honert (14 de febrero de 1966), jugador internacional de hockey.
- Laurentien (25 de mayo de 1966), princesa de los Países Bajos.
- Isa Hoes (13 de junio de 1967), actriz.
- Frits Huffnagel (15 de julio de 1968), político del partido VVD.
- Glenn Helder (28 de octubre de 1968), futbolista profesional e internacional.
- Wibi Soerjadi (2 de marzo de 1970), pianista.
- Ronald van der Voet (ZEDZ) (1971), artista de grafiti.
- Carice van Houten (5 de septiembre de 1976), actriz.
- Armin van Buuren (25 de diciembre de 1976), DJ de música trance y productor.
- Jochem Meijer (1977), humorista.
- Klaas Veering (26 de septiembre de 1981), jugador internacional de hockey.

## Transporte

### Ferrocarril
Leiden es accesible por tren, a través de la Compañía Ferroviaria Neerlandesa NS. El municipio de Leiden tiene dos estaciones: Estación Leiden Centraal y Estación Leiden Lammenschans.
Leiden está en la ruta planeada para la RijnGouweLijn (RGL), un proyecto de tren ligero cuyo trayecto previsto va desde Gouda, pasando por Alphen aan den Rijn y Leiden, a Katwijk y Noordwijk. El tramo por Leiden: Transferium A44 - Ehrenfestweg - Hogeschool - LUMC - Leiden Centraal - Haarlemmerstraat - Breestraat - Korevaarstraat - Lammenschans - Transferium A4. Desde marzo de 2003 está en funcionamiento el tramo entre Gouda y Alphen aan den Rijn. El plan para RGL Este (hasta Leiden, incluido) es que esté en uso para el 2010. El plan RGL Oeste está en fase de desarrollo (en el 2006).
Estaciones entre Leiden Centraal y...
- La Haya (Den Haag): Leiden Centraal, De Vink (municipio de Leiden), Voorschoten, Den Haag Mariahoeve (municipio de La Haya), Den Haag Laan v NOI (municipio de La Haya), Den Haag HS / Den Haag Centraal.
- Schiphol, el aeropuerto internacional de Ámsterdam:[8] Leiden Centraal, Nieuw Vennep (municipio de Haarlemmermeer), Hoofddorp (municipio de Haarlemmermeer), Schiphol (municipio de Haarlemmermeer).
- Haarlem: Leiden Centraal, Voorhout (municipio de Teylingen), Hillegom, Heemstede-Aerdenhout, Haarlem.
- Utrecht: Leiden Centraal, Leiden Lammenschans (municipio de Leiden), Alphen aan den Rijn, Bodegraven, Woerden, Vleuten (municipio de Utrecht), Utrecht Terwijde (municipio de Utrecht), Utrecht Centraal.[9]

### Coche
También se puede acceder a Leiden por la autopista a través de:
- La A4: autopista desde Ámsterdam hacia Delft, y otros tramos hasta la frontera con Bélgica.
- La A44: autopista que une La Haya con la autopista A4.
- La N11: carretera desde Zoeterwoude-Rijndijk hasta Bodegraven, pasando por Alphen aan den Rijn; une la autopista A4 (en Leiden) con la autopista A12.

### Autobús
Además hay transporte público de líneas de autobús, por la ciudad y a otras poblaciones, con la compañía Connexxion.
Curiosidades
Leiden aparece como la ciudad donde ocurre la novela ligera/anime de violet evergarden